# Diagramme (Pärt)
Diagramme est une œuvre pour piano composée par Arvo Pärt, compositeur estonien associé au mouvement de musique minimaliste.

## Historique
Diagramme est une courte pièce composée en 1964 et créée à Tallinn la même année. Elle publiée chez l'éditeur hambourgeois Sikorski.

## Structure
Composée d'un seul mouvement l'exécution de cette pièce dure environ 4 minutes.

## Discographie
- Diagrams sur le disque Fractured Surfaces par Alekseï Lioubimov chez SoLyd, 2003[2]